# Granit Xhaka
Granit Xhaka (sinh ngày 27 tháng 9 năm 1992) là một cầu thủ bóng đá chuyên nghiệp người Thụy Sĩ hiện đang thi đấu ở vị trí tiền vệ và là đội trưởng của cả câu lạc bộ Premier League Sunderland và đội tuyển bóng đá quốc gia Thụy Sĩ.
Xhaka bắt đầu sự nghiệp tại câu lạc bộ quê nhà Basel và từng đoạt danh hiệu vô địch quốc gia trong hai mùa giải đầu tiên của mình. Sau đó anh chuyển đến chơi bóng cho câu lạc bộ Bundesliga Borussia Mönchengladbach năm 2012, phát triển danh tiếng thành một cầu thủ có tố chất kĩ thuật tốt và thủ lĩnh tự nhiên bên cạnh tính khí thất thường của mình. Xhaka được trao băng đội trưởng của Borussia Mönchengladbach năm 2015 ở tuổi 22, đưa đôi bóng giành suất tham dự UEFA Champions League trong hai mùa bóng liên tiếp. Anh hoàn tất thủ tục gia nhập Arsenal vào tháng 5 năm 2016, với mức phí chuyển nhượng 30 triệu bảng.
Được đánh giá là một trong những cầu thủ tài năng xuất sắc nhất trong thế hệ của mình, anh bắt đầu thi đấu cho đội tuyển Thụy Sĩ từ năm 2011 và có hơn 110 lần ra sân, đại diện cho đội tuyển tham dự World Cup 2014, Euro 2016, World Cup 2018, Euro 2020, World Cup 2022 và Euro 2024.

## Cuộc đời
Gia đình Xhaka có gốc gác Albania, từng sinh sống tại Priština, Kosovo (khi đó vẫn là một phần của Liên bang Nam Tư), sau đó di cư đến Basel, Thụy Sĩ trước cả khi Granit chào đời. Anh có một người anh trai là Taulant Xhaka, cũng là một cầu thủ bóng đá chuyên nghiệp, hiện đang thi đấu cho câu lạc bộ Basel và từng thi đấu cho đội tuyển quê hương gốc Albania. Cặp anh em Xhaka đã được đối đầu nhau tại một giải quốc tế chính thức khi Thuỵ Sỹ và Albania nằm cùng bảng tại UEFA Euro 2016.

## Sự nghiệp câu lạc bộ
Hai anh em Taulant và Granit bắt đầu sự nghiệp bóng đá tại Concordia Basel và đều chuyển đến Basel năm 2012. Xhaka chơi cho nhiều lứa trẻ của Basel và từ năm 2008 đã trở thành thành viên của đội U-21. Từ 2008-2010, anh chơi 37 trận cho đội U-21 và ghi bảy bàn thắng.

### Basel
Cựu huấn luyện viên Basel, Thorsten Fink từng nói rằng: "Xherdan Shaqiri là cầu thủ bóng đá tài năng nhất Thụy Sĩ... chỉ sau Granit Xhaka. Huấn luyện viên của đội tuyển bóng đá Thụy Sĩ Ottmar Hitzfeld, cũng từng ví von anh là một phiên bản trẻ tuổi của cầu thủ nổi tiếng Bastian Schweinsteiger.'
Kể từ mùa 2010-11, Xhaka bắt đầu thi đấu cho đội một của FC Basel. Anh có trận đấu ra mắt tại vòng sơ loại thứ ba mùa 2010-11 UEFA Champions League 2010-11 làm khách trước Debreceni VSC tại sân vận động Ferenc Szusza. Đến cuối trận đấu, anh ghi bàn thứ hai trong thắng lợi 2-0 của Basel. Anh lập công lần đầu tại Super League trong chiến thắng sân nhà 5-1 trước Thun vào ngày 15 tháng 5 năm 2011. Vào cuối mùa 2010-11, Xhaka đoạt danh hiệu vô địch Super League cùng Basel; còn trong mùa tiếp theo anh còn giành cú đúp danh hiệu vô địch quốc gia và Siêu cúp Thụy Sĩ cùng đội bóng.

### Borussia Mönchengladbach

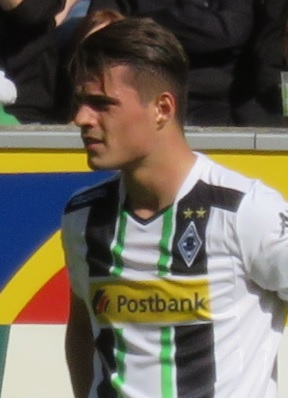
Xhaka chơi cho Borussia Mönchengladbach vào tháng 5 năm 2015

Ngày 18 tháng 5 năm 2012, Basel thông báo trên trang chủ của họ rằng Xhaka đã đồng ý các điều khoản với câu lạc bộ Borussia Mönchengladbach của Lucien Favre. Sau khi buổi kiểm tra sức khỏe được hoàn tất, anh ký hợp đồng có thời hạn 5 năm với đội bóng. Mức phí chuyển nhượng không được Mönchengladbach tiết lộ, nhưng ước tính vào khoảng 8,5 triệu €.
Xhaka có trận ra mắt câu lạc bộ tại vòng 1 giải đấu Siêu cúp Đức trong trận đấu với Alemannia Aachen vào ngày 18 tháng 8 năm 2012. Ba ngày sau, Xhaka có trận đấu thứ 2 cho câu lạc bộ trong trận thua 1-3 trước đối thủ FC Dynamo Kyiv tại vòng loại đấu trường UEFA Champions League mùa giải 2012-13. Ngày 25 tháng 8, anh thi đấu trận đầu tiên tại giải vô địch quốc gia Bundesliga, trong chiến thắng sân nhà 2-1 với TSG 1899 Hoffenheim. Anh ghi bàn thắng đầu tiên và duy nhất của mình trong mùa giải trong trận thua 3-2 trước câu lạc bộ 1. FC Nürnberg.
Ở mùa giải thứ hai, Xhaka có 29 trận thi đấu và năm lần vào sân thay người giúp Borussia về vị trí thứ 6 tại Bundesliga. Trong mùa 2014–15, Xhaka thi đấu tổng cộng 34 trận tại Bundesliga cho Borussia và có tên trong đội hình tiêu biểu của giải đấu. Borussia cán đích ở vị trí thứ 3 trong mùa giải và giành quyền tham dự UEFA Champions League 2015-16
Ngày 23 tháng 9 năm 2015, Xhaka đeo băng đội trưởng Borussia và ghi bàn đầu tiên trong mùa giải, với pha đánh đầu từ cú đá phạt của Raffael, trong chiến thắng 4-2 trước Augsburg. Ở trận tiếp theo, Xhaka một lần nữa đeo băng thủ quân và ghi một bàn trong thắng lợi 3-1 trước VfB Stuttgart. Ngày 30 tháng 9, anh có trận ra sân đầu tiên cho Borussia tại Champions League trong trận thua sân nhà ở vòng bảng 2-1 trước Manchester City. Xhaka đã nhận thẻ đỏ trong trận đấu thứ 95 vào ngày 20 tháng 9, vì tấn công đối phương trong hiệp một; anh tình nguyện tặng €20,000 để làm từ thiện giống như lời xin lỗi.

### Arsenal

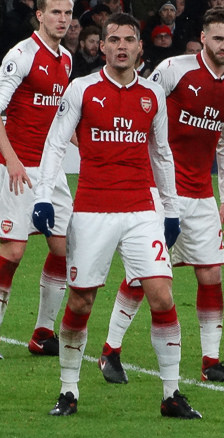
Xhaka thi đấu cho Arsenal năm 2018.

Ngày 25 tháng 5 năm 2016, Arsenal có chữ ký của Xhaka từ Borussia Mönchengladbach với mức phí rơi vào khoảng 30–35 triệu £. Anh có trận ra mắt đội bóng mới (vào sân thay thế ở giữa trận) trong chiến thắng 2-1 trước MLS All-Stars.
Xhaka có trận ra mắt đầu tiên cho Arsenal trong trận mở màn giải bóng đá Ngoại hạng Anh 2016-17, đội để thua 4-3 trước Liverpool, anh thay thế Mohamed Elneny ở phút 65 và bị nhận thẻ vàng. Bàn thắng đầu tiên của anh cho câu lạc bộ đến vào ngày 17 tháng 9 năm 2016, một cú sút sấm sét 25 mét trong chiến thắng 4-1 trước Hull City. Bốn ngày sau, anh lại lập công từ một cú sút xa uy lực từ khoảng cách 30 mét trong thắng lợi 4-0 tại cúp EFL trước Nottingham Forest. Thẻ đỏ đầu tiên anh phải nhận tại Arsenal là thẻ đỏ thứ tám của anh cho câu lạc bộ và tuyển quốc gia kể từ tháng 4 năm 2014, trong thắng lợi 3-2 trước Swansea City. Ngày 22 tháng 1 năm 2017, Xhaka lần thứ hai bi đuổi khỏi sân trong mùa giải bởi trọng tài Jon Moss, trong thắng lợi sân nhà 2-1 của Arsenal trước Burnley. Sau bàn thắng đầu tiên của anh ấy cho câu lạc bộ vào tháng 9, anh ấy sẽ không ghi bàn ở Premier League một lần nữa cho đến khi làm như vậy vào tháng 5, ghi bàn thắng đầu tiên trong chiến thắng 2–0 trước Manchester United, chấm dứt chuỗi 25 trận liên tiếp bất bại của United.
Xhaka tiếp tục góp mặt trong suốt chiến dịch chiến thắng tại FA Cup của Arsenal. Như vậy, anh ấy bắt đầu trong trận chung kết Cúp với Chelsea mà Pháo thủ đã giành chiến thắng 2-1. Xhaka cũng chơi trong Community Shield 2017 mà Arsenal giành được trên chấm phạt đền trước Chelsea. Bàn thắng đầu tiên của anh ấy trong mùa giải 2017–18 là trong trận hòa 3–3 với Liverpool, Xhaka ghi một cú sút sấm sét ở cự ly 25 yard để đưa Arsenal từ 2-1 đến 2–2.
Vào ngày 15 tháng 9 năm 2018, Xhaka ghi bàn thắng đầu tiên, từ một quả đá phạt trực tiếp, trong chiến thắng 2-1 trước Newcastle United . Vào ngày 28 tháng 10 năm 2018, anh lại ghi bàn từ một quả đá phạt vào lưới Crystal Palace.
Vào ngày 27 tháng 9 năm 2019, huấn luyện viên của Arsenal, Unai Emery xác nhận rằng Xhaka sẽ là đội trưởng mới của Pháo thủ, thay thế Laurent Koscielny.
Trong trận đấu với Crystal Palace trên sân Emirates vào ngày 27 tháng 10 năm 2019, Xhaka đã trở thành tâm điểm của sự chỉ trích sau khi bị thay ra ở phút 61. Vụ việc bắt đầu khi một bộ phận người hâm mộ Arsenal bắt đầu quá khích khi tên của anh ấy được thay thế. Anh ta đã bị la ó khi bước ra khỏi sân, và đáp lại bằng một số cử chỉ mỉa mai và giận dữ nói "chết tiệt" hai lần với những người hâm mộ đã chế nhạo tên anh ta. Anh cũng cởi bỏ áo đấu trước khi đi thẳng xuống đường hầm. Hành động của Xhaka đã vấp phải sự chỉ trích đáng kể sau trận đấu, và huấn luyện viên Unai Emery mô tả hành vi của Xhaka là "sai trái". Emery cũng đề nghị Xhaka nên xin lỗi. Vào ngày 30 tháng 10 năm 2019, câu lạc bộ thông báo rằng Xhaka sẽ được tư vấn.  Arsenal sau đó đã tweet lời giải thích từ Xhaka về vụ việc. Vào ngày 5 tháng 11 năm 2019, chỉ một tháng và một tuần sau khi được tuyên bố là đội trưởng, Xhaka đã bị tước băng đội trưởng. Pierre-Emerick Aubameyang đã tiếp nhận chức vụ Đội trưởng sau khi trước đó đã giữ chức Phó đội trưởng.
Sau sự cố này, Xhaka bắt đầu gián đoạn đội hình chính và nhiều khả năng Xhaka sẽ rời Arsenal trong kỳ chuyển nhượng tháng Giêng sắp tới. Tuy nhiên, dưới nhiệm kỳ của người quản lý mới Mikel Arteta, Xhaka đã được giới thiệu trở lại đội với tư cách là một cầu thủ chủ chốt và đã chứng kiến sự phát triển mạnh mẽ trong phong độ của anh ấy cho câu lạc bộ và dần dần bắt đầu thu phục những người hâm mộ mà anh ấy đã từng có. oft mối quan hệ tốt đẹp. Xhaka ghi nhận Arteta vì sự hồi sinh này, tuyên bố 'Anh ấy [Arteta] đã quay lưng lại với tôi và cho tôi cơ hội thứ hai và anh ấy cho tôi thấy anh ấy tin tưởng tôi và tôi đã cố gắng trả lại cho anh ấy mọi thứ." Vào ngày 1 tháng 8 năm 2020, Xhaka được chọn bắt chính trong trận Chung kết FA Cup trước Chelsea, và tiếp tục giành huy chương thứ hai khi Arsenal giành FA Cup lần thứ 14.
Vào ngày 28 tháng 8 năm 2020, Xhaka đã đá chính trong trận tranh FA Community Shield 2020, trận đấu mà Arsenal đã giành chiến thắng 5–4 trước Liverpool trong loạt sút luân lưu sau khi trận đấu đang diễn ra 1–1 sau 90 phút. Vào ngày 13 tháng 12 năm 2020, Arsenal tiếp Burnley trong trận đấu tại Premier League. Xhaka bị đuổi khỏi sân ở phút 56, sau khi va chạm với Dwight McNeil và sau đó tóm cổ Ashley Westwood. Trận đấu cuối cùng kết thúc với chiến thắng 1–0 của Burnley sau khi đồng đội Pierre-Emerick Aubameyang phản lưới nhà ở phút 73. Vào ngày 26 tháng 12 năm 2020, anh ấy đã ghi bàn thắng đầu tiên tại Premier League mùa giải 2020–21 từ một quả đá phạt trong trận thắng 3–1 trên sân nhà trước Chelsea.
Vào ngày 13 tháng 1 năm 2022, Xhaka nhận thẻ đỏ trong trận bán kết lượt đi EFL Cup với Liverpool. Đây là thẻ đỏ thứ năm trong sự nghiệp ở Arsenal. Trận đấu cuối cùng kết thúc không bàn thắng. Xhaka ghi bàn thắng đầu tiên trong mùa giải 21/22 với một cú sút xa từ cự ly 25m, giúp ấn định chiến thắng 3-1 trước Manchester United tại Sân vận động Emirates. Pha lập công tuyệt đẹp của anh ấy cuối cùng đã được vinh danh là người chiến thắng trong giải thưởng Bàn thắng đẹp nhất mùa hàng năm của câu lạc bộ.

## Sự nghiệp quốc tế

### U-21 Thụy Sĩ
Xhaka chơi trận đầu tiên cho U-21 Thụy Sĩ vào ngày 3 tháng 9 năm 2010, khi vào sân thay người giúp đội đánh bại Cộng hòa Ireland tại Sân vận động Cornaredo ở Lugano. Đây là trận đấu cuối cùng ở vòng loại nhóm 2 đến Giải vô địch U-21 Châu Âu 2011. Xhaka cũng là thành viên của đội U-21 Thụy Sĩ tham dự vòng chung kết do Đan Mạch làm chủ nhà từ 11 đến 25 tháng 6 năm 2011. Tuyển Thụy Sĩ lọt đến trận chung kết mà không để thủng lưới bàn nào, nhưng để thua Tây Ban Nha 2-0.

### Đội tuyển quốc gia

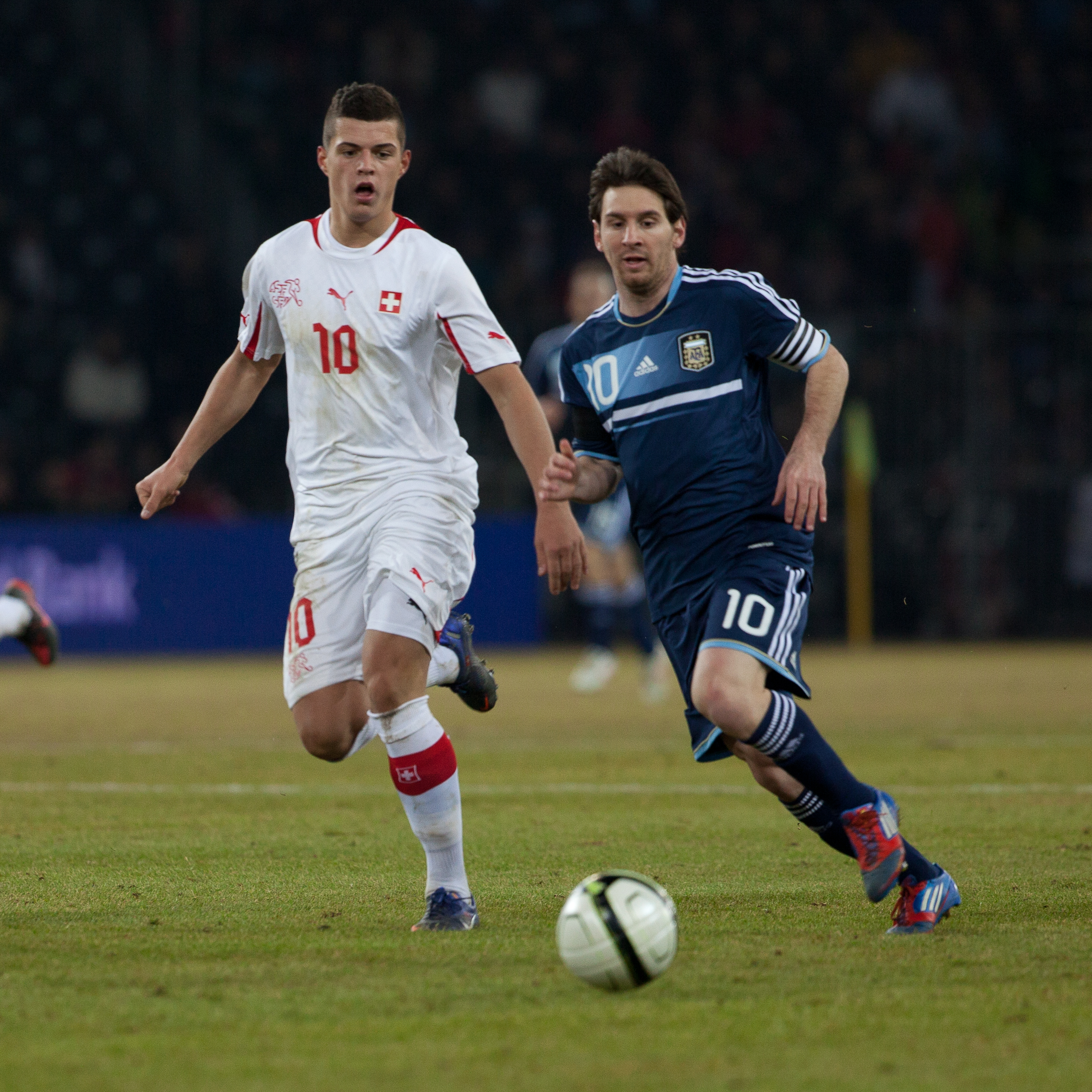
Xhaka (trái) tranh bóng với Lionel Messi trong một trận giao hữu giữa Thụy Sĩ và Argentina vào ngày 29 tháng 2 năm 2012.

Trước khi có trận ra mắt quốc tế Thụy Sĩ, Xhaka vẫn do dự nên chơi cho đất nước mình sinh ra hay Albania, anh phàn nàn với truyền thông thể thao Albania rằng FSHF đang lờ anh đi trong khi Liên đoàn bóng đá Thụy Sĩ thể hiện sự quan tâm hơn nhiều. Xhaka ra mắt tại sân vận động Wembley trong trận hòa 2-2 với Anh tại vòng loại giải vô địch bóng đá châu Âu 2012 vào ngày 4 tháng 6 năm 2011. Ngày 15 tháng 11 cùng năm, anh đã ghi bàn thắng quốc tế đầu tiên trong trận đấu với Luxembourg (1-0) ở Stade Josy Barthel.
Thụy Sĩ đã cố để thuyết phục Xhaka tham dự Thế vận hội Mùa hè 2012 cho bóng đá nam, nhưng anh đã chọn ở lại câu lạc bộ mới để tập luyện trước mùa giải. Anh tham dự cả 10 trận đấu thuộc chiến dịch vòng loại giải vô địch bóng đá thế giới 2014, lập công trong chiến thắng 2-0 trước Slovenia.. Ngày 2 tháng 6 năm 2014, Xhaka có tên trong đội hình chính thức tại đội tuyển quốc thi đấu giải vô địch thế giới 2014 bởi huấn luyện viên trưởng Ottmar Hitzfeld. Xhaka có bàn thắng thứ 2 trong trận thua 2-5 trước đội tuyển Pháp.
Xhaka được triệu tập tham dự giải vô địch châu Âu 2016, nơi Thụy Sĩ có trận mở màn chiến dịch với Albania tại Lens. Đội bóng của Xhaka giành chiến thắng 1-0 trước đội bóng của người anh Taulant, trong khi mẹ anh theo dõi trận đấu từ khán đài trong một chiếc áo thun có in hình quốc kì của hai nước. Đây là trận đấu đầu tiên hai anh em ruột đối đầu trực tiếp với nhau trong lịch sử Giải vô địch bóng đá châu Âu; bản thân Xhaka được bình chọn là Cầu thủ xuất sắc nhất trận. Xhaka đã chơi chọn chiến dịch của Thụy Sĩ, kết thúc ở vòng 16 đội sau khi thua Ba Lan tại vào  Stade Geoffroy-Guichard; sau khi hai đội hòa 1-1 sau 90 phút thi đấu chính thức, anh là cầu thủ duy nhất sút hỏng ăn trên chấm đá luân lưu.
Xhaka tiếp tục có tên trong danh sách 23 cầu thủ tham dự World Cup 2018 diễn ra tại Nga. Trong lượt trận thứ hai bảng E gặp Serbia, anh là người đã ghi bàn thắng gỡ hòa 1-1 để rồi chung cuộc Thụy Sĩ vượt qua Serbia với tỉ số 2-1. Đội tuyển Thụy Sĩ sau đó vượt qua vòng bảng nhưng thất bại 0-1 trước Thụy Điển ở vòng 16 đội. Đây là lần thứ hai liên tiếp Thụy Sĩ phải dừng bước ở vòng 16 đội.
Xhaka được Vladimir Petković bổ nhiệm làm đội trưởng tạm thời trong trường hợp không có Stephan Lichtsteiner , điều này khiến anh ta bị chỉ trích bởi cựu tuyển thủ Thụy Sĩ Stéphane Henchoz, người cho rằng Xhaka không thể đại diện cho Thụy Sĩ do di sản Albania của anh ta, thay vào đó gợi ý rằng Lichtsteiner, Yann Sommer, hoặc Fabian Schär là đội trưởng. Vào tháng 9 năm 2019, Xhaka đề nghị băng đội trưởng của mình cho Xherdan Shaqiri nhằm nỗ lực đưa anh trở lại đội tuyển quốc gia.

## Thống kê

### Câu lạc bộ
Tính đến ngày 11 tháng 5 năm 2025
| Câu lạc bộ               | Mùa giải            | Giải đấu            | Giải đấu | Giải đấu | Cúp quốc gia | Cúp quốc gia | Cúp liên đoàn | Cúp liên đoàn | Châu Âu | Châu Âu | Khác | Khác | Tổng cộng | Tổng cộng |
| Câu lạc bộ               | Mùa giải            | Hạng đấu            | Trận     | Bàn      | Trận         | Bàn          | Trận          | Bàn           | Trận    | Bàn     | Trận | Bàn  | Trận      | Bàn       |
| ------------------------ | ------------------- | ------------------- | -------- | -------- | ------------ | ------------ | ------------- | ------------- | ------- | ------- | ---- | ---- | --------- | --------- |
| Basel                    | 2010–11             | Swiss Super League  | 19       | 1        | 2            | 0            | —             | —             | 5       | 1       | —    | —    | 26        | 2         |
| Basel                    | 2011–12             | Swiss Super League  | 23       | 0        | 4            | 0            | —             | —             | 8       | 0       | —    | —    | 35        | 0         |
| Basel                    | Tổng cộng           | Tổng cộng           | 42       | 1        | 6            | 0            | –             | –             | 13      | 1       | 0    | 0    | 61        | 2         |
| Borussia Mönchengladbach | 2012–13             | Bundesliga          | 22       | 1        | 1            | 0            | —             | —             | 9       | 0       | —    | —    | 32        | 1         |
| Borussia Mönchengladbach | 2013–14             | Bundesliga          | 28       | 0        | 1            | 0            | —             | —             | —       | —       | —    | —    | 29        | 0         |
| Borussia Mönchengladbach | 2014–15             | Bundesliga          | 30       | 2        | 3            | 0            | —             | —             | 9       | 3       | —    | —    | 42        | 5         |
| Borussia Mönchengladbach | 2015–16             | Bundesliga          | 28       | 3        | 3            | 0            | —             | —             | 5       | 0       | —    | —    | 36        | 3         |
| Borussia Mönchengladbach | Tổng cộng           | Tổng cộng           | 108      | 6        | 9            | 0            | –             | –             | 23      | 3       | 0    | 0    | 140       | 9         |
| Arsenal                  | 2016–17             | Premier League      | 32       | 2        | 5            | 0            | 2             | 1             | 7       | 1       | —    | —    | 46        | 4         |
| Arsenal                  | 2017–18             | Premier League      | 38       | 1        | 0            | 0            | 3             | 1             | 6       | 1       | 1    | 0    | 48        | 3         |
| Arsenal                  | 2018–19             | Premier League      | 29       | 4        | 1            | 0            | 1             | 0             | 9       | 0       | —    | —    | 40        | 4         |
| Arsenal                  | 2019–20             | Premier League      | 31       | 1        | 6            | 0            | 0             | 0             | 4       | 0       | —    | —    | 41        | 1         |
| Arsenal                  | 2020–21             | Premier League      | 31       | 1        | 2            | 0            | 1             | 0             | 10      | 0       | 1    | 0    | 45        | 1         |
| Arsenal                  | 2021–22             | Premier League      | 27       | 1        | 0            | 0            | 3             | 0             | —       | —       | —    | —    | 30        | 1         |
| Arsenal                  | 2022–23             | Premier League      | 37       | 7        | 2            | 0            | 1             | 0             | 7       | 2       | —    | —    | 47        | 9         |
| Arsenal                  | Tổng cộng           | Tổng cộng           | 225      | 17       | 16           | 0            | 11            | 2             | 43      | 4       | 2    | 0    | 297       | 23        |
| Bayer Leverkusen         | 2023–24             | Bundesliga          | 33       | 3        | 6            | 1            | —             | —             | 11      | 0       | —    | —    | 50        | 4         |
| Bayer Leverkusen         | 2024–25             | Bundesliga          | 33       | 2        | 5            | 0            | —             | —             | 10      | 0       | 1    | 0    | 49        | 2         |
| Bayer Leverkusen         | Tổng cộng           | Tổng cộng           | 66       | 5        | 11           | 1            | —             | —             | 21      | 0       | 1    | 0    | 99        | 6         |
| Sunderland               | 2025–26             | Premier League      | 0        | 0        | 0            | 0            | 0             | 0             | —       | —       | —    | —    | 0         | 0         |
| Tổng cộng sự nghiệp      | Tổng cộng sự nghiệp | Tổng cộng sự nghiệp | 441      | 29       | 41           | 1            | 11            | 2             | 100     | 8       | 3    | 0    | 596       | 40        |

1. ↑  Bao gồm Swiss Cup, DFB-Pokal, FA Cup
2. ↑  Bao gồm EFL Cup
3. ↑  Ba lần ra sân và một bàn thắng tại UEFA Champions League, hai lần ra sân tại UEFA Europa League
4. 1 2 3 4  Số lần ra sân tại UEFA Champions League
5. ↑  Hai lần ra sân tại UEFA Champions League, bảy lần ra sân tại UEFA Europa League
6. 1 2 3 4 5 6 7  Số lần ra sân tại UEFA Europa League
7. 1 2  Ra sân tại FA Community Shield
8. ↑  Ra sân tại DFL-Supercup

### Quốc tế
Tính đến 10 tháng 6 năm 2025.
| Đội tuyển quốc gia | Năm       | Trận | Bàn |
| ------------------ | --------- | ---- | --- |
| Thụy Sĩ            | 2011      | 6    | 1   |
| Thụy Sĩ            | 2012      | 9    | 2   |
| Thụy Sĩ            | 2013      | 8    | 1   |
| Thụy Sĩ            | 2014      | 10   | 1   |
| Thụy Sĩ            | 2015      | 6    | 1   |
| Thụy Sĩ            | 2016      | 11   | 0   |
| Thụy Sĩ            | 2017      | 9    | 2   |
| Thụy Sĩ            | 2018      | 13   | 2   |
| Thụy Sĩ            | 2019      | 10   | 2   |
| Thụy Sĩ            | 2020      | 7    | 3   |
| Thụy Sĩ            | 2021      | 9    | 0   |
| Thụy Sĩ            | 2022      | 13   | 0   |
| Thụy Sĩ            | 2023      | 10   | 2   |
| Thụy Sĩ            | 2024      | 14   | 0   |
| Thụy Sĩ            | 2025      | 2    | 0   |
| Tổng cộng          | Tổng cộng | 137  | 14  |

### Bàn thắng quốc tế
| #   | Thời gian            | Địa điểm                                                    | Đội tuyển      | Tỉ số | Chung cuộc | Giải đấu                      |
| --- | -------------------- | ----------------------------------------------------------- | -------------- | ----- | ---------- | ----------------------------- |
| 1   | 15 tháng 11 năm 2011 | Sân vận động Josy Barthel, Thành phố Luxembourg, Luxembourg | Luxembourg     | 1–0   | 1–0        | Giao hữu                      |
| 2   | 15 tháng 8 năm 2012  | Sân vận động Poljud, Split, Croatia                         | Croatia        | 1–0   | 4–2        | Giao hữu                      |
| 3   | 7 tháng 9 năm 2012   | Sân vận động Stožice, Ljubljana, Slovenia                   | Slovenia       | 1–0   | 2–0        | Vòng loại FIFA World Cup 2014 |
| 4   | 15 tháng 10 năm 2013 | Stade de Suisse, Bern, Thụy Sĩ                              | Slovenia       | 1–0   | 1–0        | Vòng loại FIFA World Cup 2014 |
| 5.  | 20 tháng 6 năm 2014  | Itaipava Arena Fonte Nova, Salvador, Brasil                 | Pháp           | 2–5   | 2–5        | FIFA World Cup 2014           |
| 6.  | 27 tháng 3 năm 2015  | Swissporarena, Luzern, Thụy Sĩ                              | Estonia        | 2–0   | 3–0        | Vòng loại UEFA Euro 2016      |
| 7.  | 9 tháng 6 năm 2017   | Tórsvøllur, Tórshavn, Quần đảo Faroe                        | Quần đảo Faroe | 1–0   | 2–0        | Vòng loại FIFA World Cup 2018 |
| 8.  | 7 tháng 10 năm 2017  | St. Jakob-Park, Basel, Thụy Sĩ                              | Hungary        | 1–0   | 5–2        | Vòng loại FIFA World Cup 2018 |
| 9.  | 27 tháng 3 năm 2018  | Swissporarena, Luzern, Thụy Sĩ                              | Panamá         | 2–0   | 6–0        | Giao hữu                      |
| 10. | 22 tháng 6 năm 2018  | Sân vận động Kaliningrad, Kaliningrad, Nga                  | Serbia         | 1–1   | 2–1        | FIFA World Cup 2018           |
| 11. | 26 tháng 3 năm 2019  | St. Jakob Park, Basel, Thụy Sĩ                              | Đan Mạch       | 2–0   | 3–3        | Vòng loại UEFA Euro 2020      |
| 12. | 18 tháng 11 năm 2019 | Sân vận động Victoria, Gibraltar                            | Gibraltar      | 6–1   | 6–1        | Vòng loại UEFA Euro 2020      |
| 13. | 25 tháng 3 năm 2023  | Sân vận động Karađorđe, Novi Sad, Serbia                    | Đan Mạch       | 4–0   | 5–0        | Vòng loại UEFA Euro 2024      |
| 14. | 12 tháng 9 năm 2023  | Stade Tourbillon, Sion, Thụy Sĩ                             | Andorra        | 2–0   | 3–0        | Vòng loại UEFA Euro 2024      |

## Danh hiệu
Basel
- Swiss Super League: 2010–11, 2011–12
- Swiss Cup: 2011–12

Arsenal
- FA Cup: 2016–17, 2019–20
- FA Community Shield: 2017, 2020

Bayer Leverkusen
- Bundesliga: 2023–24[58]
- DFB-Pokal: 2023–24[59]
- DFL-Supercup: 2024[60]

U-17 Thuỵ Sĩ
- FIFA U-17 World Cup: 2009

### Cá nhân
- Cầu thủ trẻ Thụy Sĩ của năm: 2012[61]